# Leonid Kanevski
Pour les articles homonymes, voir Kanevski.
Leonid Semionovitch Kanevski (en russe : Леонид Семёнович Каневский), né le 2 mai 1939 à Kiev, en RSS d'Ukraine (Union soviétique), est un acteur soviétique, russe puis israélien.

## Biographie
Leonid Kanevski est né à Kiev dans une famille d’origine juive.
À 17 ans il part à Moscou et entre à l'Institut d'art dramatique Boris Chtchoukine. Il y suit les cours de Vera Lvova. En 1961 il joue au théâtre du Lenkom alors sous la direction d'Anatoli Efros. Il joue ensuite au Théâtre sur Malaïa Bronnaïa.
Il s'est fait principalement connaitre par son rôle d'Alexandre Tomine dans la série Следствие ведут ЗнаТоКи. 
Il émigre en Israël en 1991. À Tel-Aviv, en collaboration avec le réalisateur Arié Evgueni, il fonde le théâtre Guesher (en hébreu "le pont"). Sa troupe est constituée principalement d'acteurs russes qui reprennent des textes joués sur les scènes de Moscou et Saint-Pétersbourg.
Depuis janvier 2006, sous son vrai nom, Leonid Semionovitch Kanevski anime l'émission relatant les affaires criminelles de l'époque soviétique Sledstvie veli (ru) diffusée sur la chaine russe NTV. En parallèle il continue de jouer au théâtre.
Il a été décoré de l'ordre de l'amitié en 2010.

## Filmographie partielle
- 1968 : Le Printemps sur l'Oder (Весна на Одере) de Lev Saakov : Oganessian
- 1968 : Le Bras de diamant de Leonid Gaïdaï
- 1969 : La Tente rouge de Mikhail Kalatozov
- 1971 : Les Experts conduisent l'enquête de Viatcheslav Brovkine
- 1978 : D'Artagnan et les Trois Mousquetaires de Gueorgui Jungwald-Khilkevitch
- 1976 : Fantaisies de Vyesnukhine de Arkadi Mlodnik
- 1983 : Mary Poppins, au revoir (Мэри Поппинс, до свидания) de Leonid Kvinikhidze : Bob Gudetty
- 2005 : Familles à vendre de Pavel Lounguine